# 千里馬1型
千里馬1型（せんりうま1がた/チョルリマ1がた 朝鮮語: 《천리마-1》형）とは、朝鮮民主主義人民共和国のローンチ・ヴィークルである。なお本稿では、千里馬1型のほか、軍事偵察衛星「万里鏡1号」シリーズの打ち上げやその事前実験に使用されたロケットについても網羅的に解説する。

## 概要
名称は一日で千里を駆ける朝鮮の伝説上の名馬、「千里馬」にちなむものとされる。なお、一部で「天馬（朝鮮語: 천마）」との表記もなされているが（詳細後述）、今回の場合「千里馬」と同一の意味で用いられていると考えられている。北朝鮮は公式報道でロケットや衛星の号数を発表していないが、本稿では便宜上打ち上げ順に1号機・2号機……と号数を表記する。また、時制は特記なき限り平壌時間（日本標準時・韓国標準時と同一のUTC+9）である。

## 諸元と構造
3段式である。1段目エンジンは大陸間弾道ミサイル（ICBM）火星17から派生したと推定されており、4基のノズルが識別されている。また、1段目は途中で直径が細くなっており、この部分を1・2段接手であるとする説もあったが、大韓民国国軍が回収した1号機の部品の分析や、ケーブル・レースウェイの構造から、細くなった部分は1段目の上部タンクであることが判明した（上掲の機体全図も参照のこと）。
1段目エンジン以外の部品に関しても、韓国軍が回収した機体部品の分析から火星17と共通のものが使用されていると報じられている。

## 偵察衛星部品性能試験用ロケット
2022年12月18日11時13分から12時5分にかけて、偵察衛星の性能試験として以下の部品を搭載し、西海衛星発射場より2機が打ち上げられたロケット。いずれも高度500kmのロフテッド軌道で打ち上げられ、飛行中に大韓民国ソウル特別市及び仁川広域市仁川港を撮影した。
- 可視光カメラ（分解能20m）：1台
- 多スペクトルカメラ：2台
- 映像送受信装置
- 通信装置
- その他アビオニクス機器（制御装置、蓄電池など）

韓国軍合同参謀本部は当初準中距離弾道ミサイル（MRBM）2発の発射と評価したが、翌日北朝鮮側が朝鮮中央通信を通じて偵察衛星の部品性能試験であったことを発表した。打ち上げには輸送起立発射機（TEL）が用いられており、ロケットはMRBMであるノドンミサイルを改造したものと推定されている。
この他、同年2月27日と3月5日の2回行われた火星17の打ち上げについても、北朝鮮は「偵察衛星の発射試験」であったと主張している。

## 打ち上げ実績
全て西海衛星発射場より南向きに打ち上げられた。

### 1号機
万里鏡1号（1号機）を搭載して2023年5月31日6時27分に打ち上げられたが、2段目エンジンの点火不良により失敗。韓国軍合同参謀本部は、この飛翔体が白翎島（仁川広域市甕津郡）の西を通過した後に異常飛行を始め、於青島（全北特別自治道群山市）の西約200kmの海上に落下したと発表した。6月16日になって韓国軍が「天馬」と書かれた機体の一部（直径2.3 - 2.8m、長さ12m）を回収し、先述したように1段目上部タンクであることが判明した。

### 2号機
万里鏡1号（2号機）を搭載して同年8月24日3時57分に打ち上げられたが、3段目指令破壊装置の誤作動により失敗。ただ、韓国側では1段・2段の分離時に衝突が発生し、その影響で2段目が飛行中に爆発したと分析している。なお、1段目は分離後空中で突如40個以上の破片となって於青島の西約200kmの海上に落下しており、1段目が分離後に空中分解することは少ないことから、韓国軍による機体回収・分析を防ぐため北朝鮮が故意に爆破した可能性が示唆されている。

### 3号機
万里鏡1号（3号機）を搭載して同年11月21日22時43分に打ち上げられ成功。衛星のほか、ロケットの上段が太陽同期準回帰軌道へ投入された。この際、北朝鮮が通告していた時間よりも1時間以上早く打ち上げられるという事態が発生したほか、延世大学校が行った観測によると分離後の1段目は韓国軍による機体回収・分析を防ぐために爆破されたとみられている。
打ち上げ後に撮影された関係者と金正恩朝鮮労働党総書記の集合写真に白人風の容貌を呈する外国人と思われる人物が映り込んでいたことと、打ち上げ翌日にロシア連邦航空宇宙軍所属の航空機1機が平壌国際空港へ到着していることから、3号機の打ち上げや衛星の運用に際してロシアによる技術支援が行われているとの疑惑（ロシア政府は否定）がある。
打ち上げられた衛星の詳細な軌道要素などについては万里鏡1号#三度目の打ち上げを参照。

## 2024年の「新型衛星運搬ロケット」
軍事偵察衛星「万里鏡1-1号」を搭載して2024年5月27日22時43分に打ち上げられたが、打ち上げ2 - 3分後に爆発し失敗。なお爆発の現場が中朝国境の丹東市から撮影されている。失敗の原因について、北朝鮮当局の初期分析では「新しく開発した液体酸素＋石油エンジンの作動の信頼性」にあるとしている。ロケットの名称については「新型衛星運搬ロケット」とのみ報じられており、千里馬1型であるかどうかは不明である。
「新型衛星運搬ロケット」には従来の千里馬1型と異なる液体酸素・石油燃料（ケロシンと推定）を推進剤として使用するエンジンが搭載された。この理由については液体酸素・ケロシンの組み合わせが出力に優れることから、ペイロード輸送能力の向上を図ったとみられている。また、液体酸素・ケロシンの組み合わせはロシアやアメリカ製のロケットでしばしば使われており、開発段階でロシアによる技術支援があったのではないかと指摘されている。
なお、液体酸素・ケロシンの組み合わせは貯蔵性と即応性に欠け、軍事転用に不向きとされることから、「新型衛星運搬ロケット」は純粋なローンチ・ヴィークルとして開発されたものとみられている。
翌5月28日、金正恩は国防科学院創立60周年記念式典での演説でロケットの打ち上げ失敗を認め、その原因について、1段目エンジンの不具合を受けた指令破壊であったと明らかにした。また、以前とは異なり次回発射の予告はせず、「国防科学者、技術者にとって失敗はあくまでも成功の前提である。決して、挫折と放棄の動機とはならない」と関係者らを激励し、責任追及を行わなかった。「新型衛星運搬ロケット」にロシア製エンジンが使用されたとの可能性に関しては、「教条と模倣、輸入病は反革命に他ならない」として否定した。